# Ernst-Schröder-Medaille
Die Ernst-Schröder-Medaille ist eine Auszeichnung der Verbände Garten-, Landschafts- und Sportplatzbau Rheinland e. V. und Westfalen-Lippe e. V. Die Medaille erinnert an den Krefelder Politiker Ernst Schröder (1893–1976), der von 1948 bis 1968 Präsident des Zentralverbandes Gartenbau ZGV war.
Die Ernst-Schröder-Medaille ist nicht zu verwechseln mit der Ernst-Schröder-Münze, die bereits seit 1968 vom ZGV an Personen, die sich um den Gartenbau verdient gemacht haben, verliehen wird.

 
Mit der Vergabe der Ernst-Schröder-Medaille soll 

„das Ansehen des Garten-, Landschafts- und Sportplatzbau innerhalb des Berufes und in der Öffentlichkeit in besonderer Weise gefördert werden und eine Erinnerung an den Krefelder Landschaftsgärtner Ernst Schröder sein, der sich in Verbänden und berufsständischen Vereinigungen in vielfältiger Weise für den Berufsstand eingesetzt hat.“

Ausgezeichnet werden Persönlichkeiten, die sich „besondere Verdienste um den Garten-, Landschafts- und Sportplatzbau im weitesten Sinne, erworben haben“. 
Die Ernst-Schröder-Medaille besteht aus einer Silberlegierung. Sie wurde 1974/1975 vom Bildhauer und Medailleur Heribert Calleen gestaltet und 1992 überarbeitet. 

## Liste der Preisträger
Folgende Persönlichkeiten wurden mit der Ernst-Schröder-Medaille bisher ausgezeichnet: 
- 1975 Diether Deneke, Königswinter
- 1977 Julius Kühl, Köln
- 1978 Günter Rode, Weiterstadt
- 1979 Per-Halby Tempel, Wuppertal-Elberfeld
- 1981 Helmut Klausch, Essen,
- 1983 Herbert Rothstein, Neuss
- 1987 Bernd Werner, Bonn-Beuel
- 1988 Alfred Niesel, Osnabrück
- 1992 Anton Kränzle, Meerbusch
- 1993 Roland Ulmer, Stuttgart
- 1994 Franz Müller, Osnabrück
- 1995 Klaus Matthiesen, Düsseldorf
- 1999 Johannes Rau, Bundespräsident und Ministerpräsident a. D. des Landes Nordrhein-Westfalen, Düsseldorf
- 2014 Eckhard Uhlenberg, Werl
- 2017 Carina Gödecke, Düsseldorf
- 2023 André Kuper, Düsseldorf